# David Hoflin
David Hoflin (Stoccolma, 25 febbraio 1979) è un attore svedese naturalizzato australiano.
Ha iniziato la sua carriera ad appena 8 anni quando recitò in Un grido nella notte (1988) in cui interpretò uno dei figli di Meryl Streep.
Tra il 2015 e il 2017 ha recitato nella serie tv prodotta da Amazon Studios nei panni dello scrittore statunitense Francis Scott Fitzgerald.
Dal 2013 è sposato con l'attrice Natalie Blair, con cui era fidanzato da cinque anni. 

## Filmografia parziale

### Cinema
- Un grido nella notte (A Cry in the Dark), regia di Fred Schepisi (1988)
- Un brutto sogno (Escape from Madness) (1989)
- Una bracciata per la vittoria (Swimming Upstream), regia di Russell Mulcahy (2003)

### Televisione
- Ocean Girl – serie TV, 78 episodi (1994-1997)
- Head Start – serie TV, 36 episodi (2001)
- Le sorelle McLeod – serie TV, episodi 4x17-4x18 (2004)
- Neighbours – serial TV, 325 puntate (2007-2011)
- Big Love – serie TV, episodio 4x07 (2010)
- Alcatraz – serie TV, 8 episodi (2012)
- NCIS - Unità anticrimine (NCIS) – serie TV, episodi 10x06-10x07 (2012)
- Touch – serie TV, 4 episodi (2013)
- Crossbones – serie TV, 9 episodi (2014)
- American Crime – serie TV, 7 episodi (2015)
- Supernatural – serie TV, episodi 10x21-10x22 (2015)
- C'era una volta (Once Upon a Time) – serie TV, episodio 5x21 (2016)
- NCIS: New Orleans – serie TV, episodio 2x18 (2016)
- Z - L'inizio di tutto (Z: The Beginning of Everything) – serie TV, 10 episodi (2015-2017)
- Bosch – serie TV, 6 episodi (2018)
- Inverso - The Peripheral (The Peripheral) – serie TV, 6 episodi (2022)

## Doppiatori italiani
Nelle versioni in italiano delle opere in cui ha recitato, David Hoflin è stato doppiato da:
- Gianfranco Miranda in NCIS: Los Angeles, NCIS: New Orleans
- Simone Crisari in American Crime, Supergirl
- Fabrizio Vidale in Alcatraz
- Luca Mannocci in Major Crimes
- Daniele Raffaeli in NCIS - Unità anticrimine
- Daniele Giuliani in Criminal Minds
- Fabrizio Dolce in C'era una volta
- Francesco Pezzulli in Z - L'inizio di tutto
- Alessio De Filippis in Hawaii Five-0
- Alessandro Spadorcia in Bosch
- Marco Vivio in Inverso - The Peripheral